# Depresija (astronomija)
Depresija (lat. depressio, od deprimere: pritisnuti, utisnuti, tištati), u astronomiji, je položaj nebeskog tijela ispod neke vodoravne ravnine, a posebno depresija obzora ili horizonta. Izražava se kutom. Zbog Zemljine zaobljenosti promatrač na nekoj nadmorskoj visini obzor vidi niže za kut depresije, a zbog utjecaja atmosfere – loma svjetlosti u atmosferi, taj je kut nešto manji nego što bi bio da atmosfere nema.

## Daljina
Daljina, u astronomiji, geodeziji i pomorstvu, je razmak između motritelja i tijela (objekta) promatranja na Zemljinoj površini. Daljina motrenja je daljina na kojoj se tijelo (ovisno o visini i zakrivljenosti Zemlje) može promatrati. Daljina obzora je polumjer obzora ovisan o nadmorskoj visini promatrača i depresiji. Prije izuma radija, udaljenost do prirodnog obzora ili daljina obzora je ujedno predstavljala maksimalni komunikacijski domet. Udaljenost prirodnog obzora na oceanu iznosi približno {\displaystyle {\sqrt {13h}}} km, gdje h predstavlja visinu očiju promatrača u metrima.
Primjer:
1. Za promatrača čije su oči na visini 1,70 m, obzor je udaljen 4,7 km;
2. Za promatrača čije su oči na visini 100 m, obzor je udaljen 36 km.

Ova se dva promatrača međusobno mogu vidjeti s udaljenosti od 40,7 km (4,7 km + 36 km). Naravno, ovaj račun ne uzima u obzir prozirnost atmosfere.